# Tiffany Trump

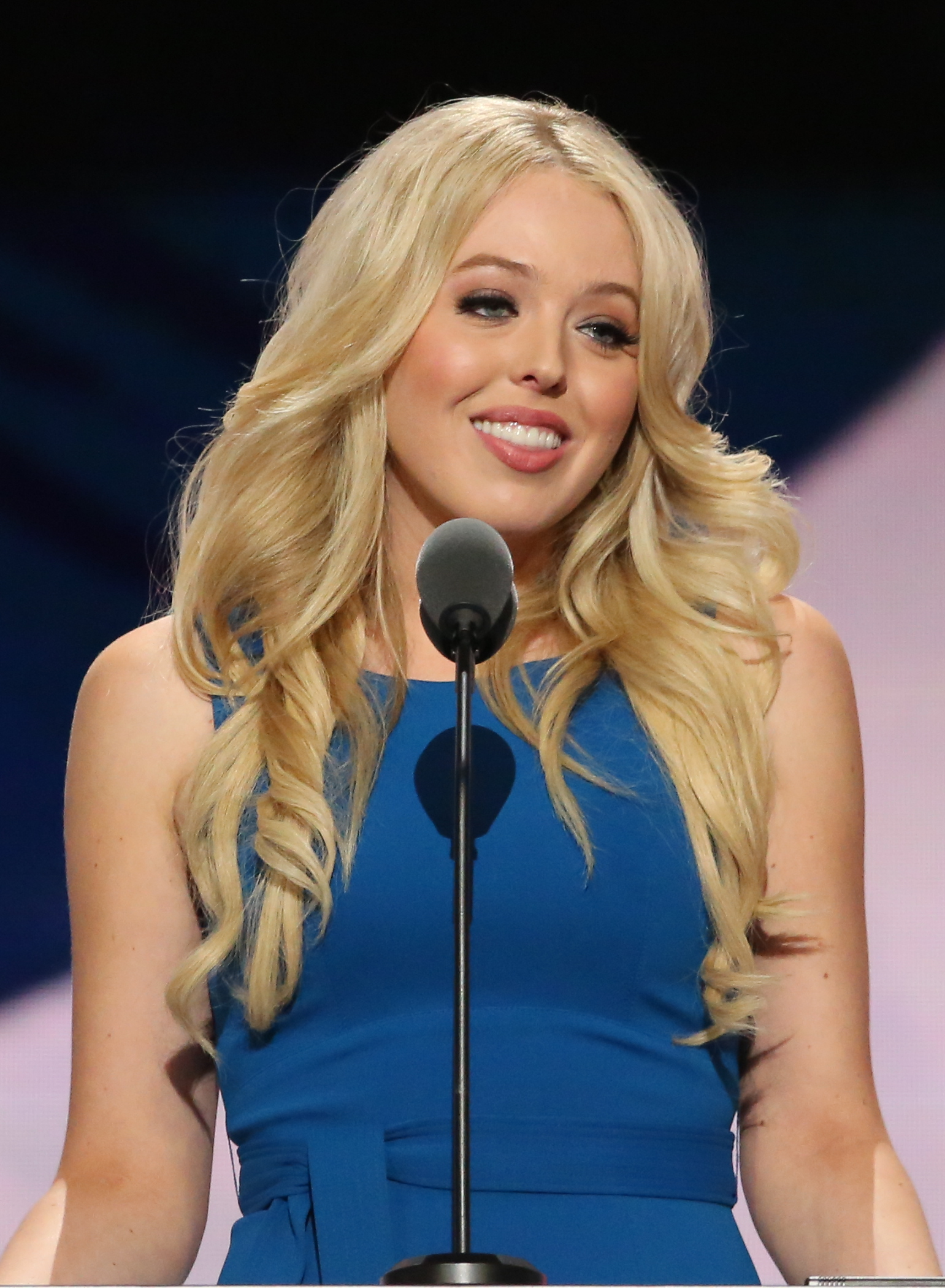
Tiffany Trump (2016)

Tiffany Ariana Trump (* 13. Oktober 1993 in West Palm Beach, Florida) ist die jüngere der beiden Töchter Donald Trumps.

## Leben
Tiffany Trump wurde 1993 in West Palm Beach geboren. Sie ist das einzige Kind von US-Präsident Donald Trump und Marla Maples. Aus der ersten Ehe ihres Vaters mit Ivana hat sie drei Halbgeschwister, Donald (* 1977), Ivanka (* 1981) und Eric (* 1984). Ihr Halbbruder Barron (* 2006) stammt aus der dritten Ehe ihres Vaters mit Melania.
Sie wurde nach dem Unternehmen Tiffany & Co. benannt, dessen Hauptgeschäft neben dem Trump Tower, dem Hauptwohnsitz ihrer Eltern, liegt. Nach der Scheidung der Eltern 1999 wurde Tiffany von ihrer Mutter in Kalifornien erzogen, wo sie bis zu ihrem Highschoolabschluss lebte.
Nach ihrem Highschoolabschluss im Juni 2012 an der Viewpoint School in Calabasas, Kalifornien, begann sie ein Soziologiestudium mit Schwerpunkt Rechtswissenschaft an der University of Pennsylvania, das sie im Mai 2016 abschloss. Während ihrer Studienzeit an der University of Pennsylvania war sie Mitglied der Kappa Alpha Theta Sorority. Ab August 2017 studierte sie an der Universität Georgetown Jura, das sie im Mai 2020 abschloss. Mit Beginn ihres zweiten Studienjahres an der Georgetown University arbeitete sie als wissenschaftliche Hilfskraft für den Jura-Professor Shon Hopwood.

Sie ist Mitglied der Republikanischen Partei. 2016 hielt sie eine Rede auf deren Parteitag in Cleveland, hielt sich ansonsten aber aus dem Wahlkampf ihres Vaters heraus. Am 12. November 2022 fand auf dem Anwesen ihres Vaters in Mar-a-Lago ihre Hochzeit mit dem libanesisch-amerikanischen Unternehmer Michael Boulos statt. Am 15. Mai 2025 wurde ein gemeinsamer Sohn geboren. Ihr Schwiegervater Massad Boulos war 2024 von Donald Trump zum Berater für Nahostfragen im Weißen Haus ernannt worden.

## Karriere
2011 veröffentlichte Tiffany Trump die Single Like a Bird. Sie machte ein Praktikum bei Vogue und modelte 2016 für den Modedesigner Andrew Warren auf der New York Fashion Week.